# Ramón Montes de Oca
Ramón Montes de Oca (11 de octubre de 1953 - 10 de noviembre de 2006) fue un Compositor y Docente de origen Mexicano.

## Vida
Nace en la Ciudad de Guanajuato, Guanajuato. Se licencia en artes, con especialización en música, en el Southern Oregon State College el año 1981. Durante su estadía en los Estados Unidos obtiene una mención honorífica en el "proyecto para jóvenes compositores" de 1979, el cual es organizado por la Sociedad de Maestros de Música del mismo estado de Oregón. Luego estudia con el compositor húngaro Istvan Lang y se suma al taller de composición del Conservatorio Nacional de Música de México, donde trabaja bajo la tutela de Mario Lavista.
En los años 1988 y 1989 fue invitado en calidad de profesor visitante a la Universidad de California, en su sede ubicada en Fresno. Paralelamente entre 1987 y 1989 es director de la Escuela de Música de la Universidad de Guanajuato. Además de continuar cómo profesor de la última, fue asesor de la Orquesta de la Universidad de Guanajuato.
Durante 20 años se dedicó a organizar el Festival Internacional Cervantino (FIC) que se lleva a cabo en la ciudad de Guanajuato, el cual incluía un "Ciclo de música contemporánea", del cual fue fundador. Publicó artículos durante diversas ocasiones para la revista Pauta. Fue becario del FONCA (Fondo Nacional para la Cultura y las Artes) en la categoría "Creadores Intelectuales" en 1991, y miembro del Sistema Nacional de Creadores de Arte.
Su obra musical ha sido editada y grabada por diversas instituciones musicales del país y ha sido interpretada en los principales festivales, como el Foro Internacional de Música Nueva, el mismo FIC, y otros festivales en diversos países de América y Europa, tales como Argentina, España, Polonia y los Estados Unidos de América.
Fallece en un viaje entre Guanajuato y Ciudad de México en el año 2006.